# Unternehmerlohn
Der Unternehmerlohn ist in der Betriebswirtschaftslehre die Gegenleistung für die Tätigkeit des Unternehmers im eigenen Unternehmen.

## Allgemeines
Die Volkswirtschaftslehre kennt neben dem Boden als weiteren originären Produktionsfaktor die menschliche Arbeit. Zusammen mit dem derivativen Produktionsfaktor Kapital bilden sie die drei klassischen Produktionsfaktoren. Da diese Produktionsfaktoren knapp sind, haben sie in der klassischen Nationalökonomie einen Preis, der beim Boden Bodenrente, bei der Arbeit Lohn und beim Kapital Zins heißt. Jean-Baptiste Say ergänzte 1828 dieses Faktorsystem um den Produktionsfaktor „unternehmerische Tätigkeit“. Dessen Preis ist der Unternehmerlohn. Dieser Unternehmerlohn bildet zusammen mit dem Unternehmergewinn, dem Zinseinkommen aus dem Eigenkapital des Unternehmers, der Grundrente aus dem dem Unternehmen zur Verfügung gestellten eigenen Grundstück sowie der Risikoprämie das Unternehmereinkommen. Im Gegensatz zum Unternehmerlohn ist der Unternehmergewinn der Überschuss zwischen dem erzielten Marktpreis und den Gesamtkosten des Unternehmens.

## Arten
Die Betriebswirtschaftslehre erkennt als Unternehmerlohn lediglich diejenigen Arbeitseinkommen an, die ein Inhaber von Kapitalbeteiligungen am Eigenkapital eines Unternehmens erzielt, sofern er Unternehmer ist. Dazu gehören Einzelkaufleute, persönlich haftende Gesellschafter bei Personengesellschaften, Gesellschafter-Geschäftsführer sowie alle mitarbeitenden Familienangehörigen dieser Unternehmer ohne festes Arbeitsentgelt. Keinen Unternehmerlohn erzielen dagegen angestellte Personen bei Kapitalgesellschaften wie Vorstandsmitglieder oder bloße Geschäftsführer ohne Unternehmerfunktion.

## Betriebswirtschaftliche Aspekte
Der Unternehmerlohn darf in die Preiskalkulation einfließen. Die interne Preiskalkulation richtet sich nicht nach dem handelsrechtlichen pagatorischen Ergebnis, sondern nach dem Ergebnis der Betriebsbuchhaltung, wo die kalkulatorischen Kosten erfasst werden. Die Mitarbeit des Unternehmers im eigenen Betrieb wird als Kostenbestandteil erfasst und als kalkulatorischer Unternehmerlohn in der Kostenrechnung berücksichtigt. Selbst wenn tatsächlich möglicherweise kein Unternehmerlohn gezahlt wird, wird jedoch so gebucht, als ob er bezahlt würde (Opportunitätskosten). Der kalkulatorische Unternehmerlohn wird zwar in der Kostenrechnung verrechnet und geht auch in das Betriebsergebnis ein, wirkt sich jedoch im externen handelsrechtlichen Jahresabschluss nicht aus und ist dort deshalb nicht erkennbar. Die Preisuntergrenze würde zu niedrig kalkuliert, wenn auf die Einbeziehung des kalkulatorischen Unternehmerlohns verzichtet würde. Die interne Preiskalkulation liefert durch die Einbeziehung des kalkulatorischen Unternehmerlohns den Preis, den ein Unternehmen am Markt für seine Produkte oder Dienstleistungen idealerweise im Markt verlangen müsste.
Der als Geldleistung oder Sachleistung gezahlte Unternehmerlohn gehört zu den Zusatzkosten, weil für die unternehmerische Arbeitsleistung kein Aufwand im Rechnungswesen verbucht werden darf. Seine Höhe richtet sich nach dem marktüblichen Gehalt von Führungskräften mit vergleichbarer Tätigkeit und Verantwortung in Kapitalgesellschaften. Die frühere Seifenformel darf dem Bundesgerichtshof (BGH) zufolge wie auch andere formelhafte Pauschalierungen des kalkulatorischen Unternehmerlohnes nicht mehr verwendet werden, sondern er verlangt eine individuelle Ermittlung.

## Steuerliche Behandlung
Das Einkommensteuerrecht unterwirft den Unternehmerlohn als Teil der Einkünfte der Besteuerung, so dass bei Einzelunternehmen und Personalgesellschaften seit jeher das Prinzip der Nichtabzugsfähigkeit des Unternehmerlohns als Betriebsausgabe gilt.
- Gehälter für Gesellschafter-Geschäftsführer einer Personengesellschaft sind steuerlich keine Betriebsausgabe, sondern dem betreffenden Gesellschafter als Gewinnvorweg zuzurechnen.
- Unternehmerlohn, den der Inhaber eines Einzelunternehmens an sich selbst zahlt, ist steuerlich eine Entnahme.
- Gehälter für Gesellschafter-Geschäftsführer einer Kapitalgesellschaft sind Betriebsausgaben, soweit sie angemessen sind (der Fremdvergleichsgrundsatz ist zu beachten). Der Gesellschafter-Geschäftsführer ist insoweit Arbeitnehmer. Im Regelfall ist Lohnsteuer einzubehalten und abzuführen.

Bei Einzelunternehmen und Personalgesellschaften ist der Unternehmerlohn ein vorweggenommener Gewinn, welcher sich am Jahresende nicht steuermindernd auswirkt.